# Abdurrahman Nureddin Pascià
Abdurrahman Nureddin (turco ottomano: عبدالرحمن نور الدين پاشا, turco: Abdurrahman Nûreddin Paşa conosciuto anche come Nurettin Pascià (Kütahya, 1833 – Costantinopoli, 1912) è stato un politico ottomano. Fu Gran visir dell'Impero ottomano dal 2 maggio 1882 al 12 luglio 1882.

## Biografia
Nato a Kütahya nel 1833, Abdurrahman era un discendente della casata dei Germiyanidi, che fiorirono in quella zona dopo il declino e l'eventuale caduta del sultanato selgiuchide di Rûm. Suo padre, Haji Ali Pascià, fu uno dei governatori ottomani che morì il 25 maggio 1874 mentre prestava servizio come governatore di Kastamonu.
Il figlio di Abdurrahman Pascià si sposò con Naile Sultan, figlia del sultano Abdulhamid. Il genero di Abdurrahman Pascià era il musicologo turco Hüseyin Sadeddin Arel, e suo nipote era Münir Nurettin Selçuk, il musicista classico turco.